# Golden Heart
Golden Heart je prvi studijski album Marka Knopflera izdan 1996. godine.

## Popis pjesama
1. "Darling Pretty" – 4:31
2. "Imelda" – 5:26
3. "Golden Heart" – 5:01
4. "No Can Do" – 4:54
5. "Vic and Ray" – 4:36
6. "Don't You Get It" – 5:16
7. "A Night in Summer Long Ago" – 4:43
8. "Cannibals" – 3:41
9. "I'm the Fool" – 4:28
10. "Je Suis Désolé" – 5:14
11. "Rüdiger" – 6:03
12. "Nobody's Got the Gun" – 5:25
13. "Done With Bonaparte" – 5:06
14. "Are We in Trouble Now" – 5:54